# Gat (mũ)
Gat là một loại mũ truyền thống của Triều Tiên của người đàn ông mang cùng với hanbok (trang phục truyền thống Triều Tiên) trong suốt nhà Triều Tiên. Nó được làm từ lông ngựa cùng với khung tre và một phần trong suốt bằng màu đen.
Hầu hết gat có hình trụ với vành rộng cùng với khung tre. Chỉ những người đàn đã kết hôn hoặc tầng lớp trung lưu vào cuối thế kỉ 19 mới mặc gat, nó thể hiện cho địa vị xã hội của họ và bảo vệ búi tóc của họ (tiếng Hàn: 상투; Romaja: sangtu).
Dưới thời nhà Triều Tiên, gat đen (tiếng Hàn: 흑립; Hanja: 黑笠; Romaja: heungnip) được giới hạn cho những người đã vượt qua gwageo. Những người thường mặc một biến thể khác gọi là paeraengi (패랭이) được dệt bằng tre nứa.
Nghệ nhân làm gat được gọi là ganniljang (갓일장) trong tiếng Triều Tiên, được lấy từ gannil (갓일 "người làm nón, thợ dệt") + jang (tiếng Hàn: 장; Hanja: 匠 "nghệ nhân, thợ thủ công, thầy của nghề").

## Liên kết
- "Gat, Traditional Headgear in Korea" by the National Research Institute of Cultural Heritage
- (tiếng Hàn) "Master Artisan of Horsehair Hat Making" Lưu trữ ngày 22 tháng 2 năm 2020 tại Wayback Machine